# Château de Brandenstein

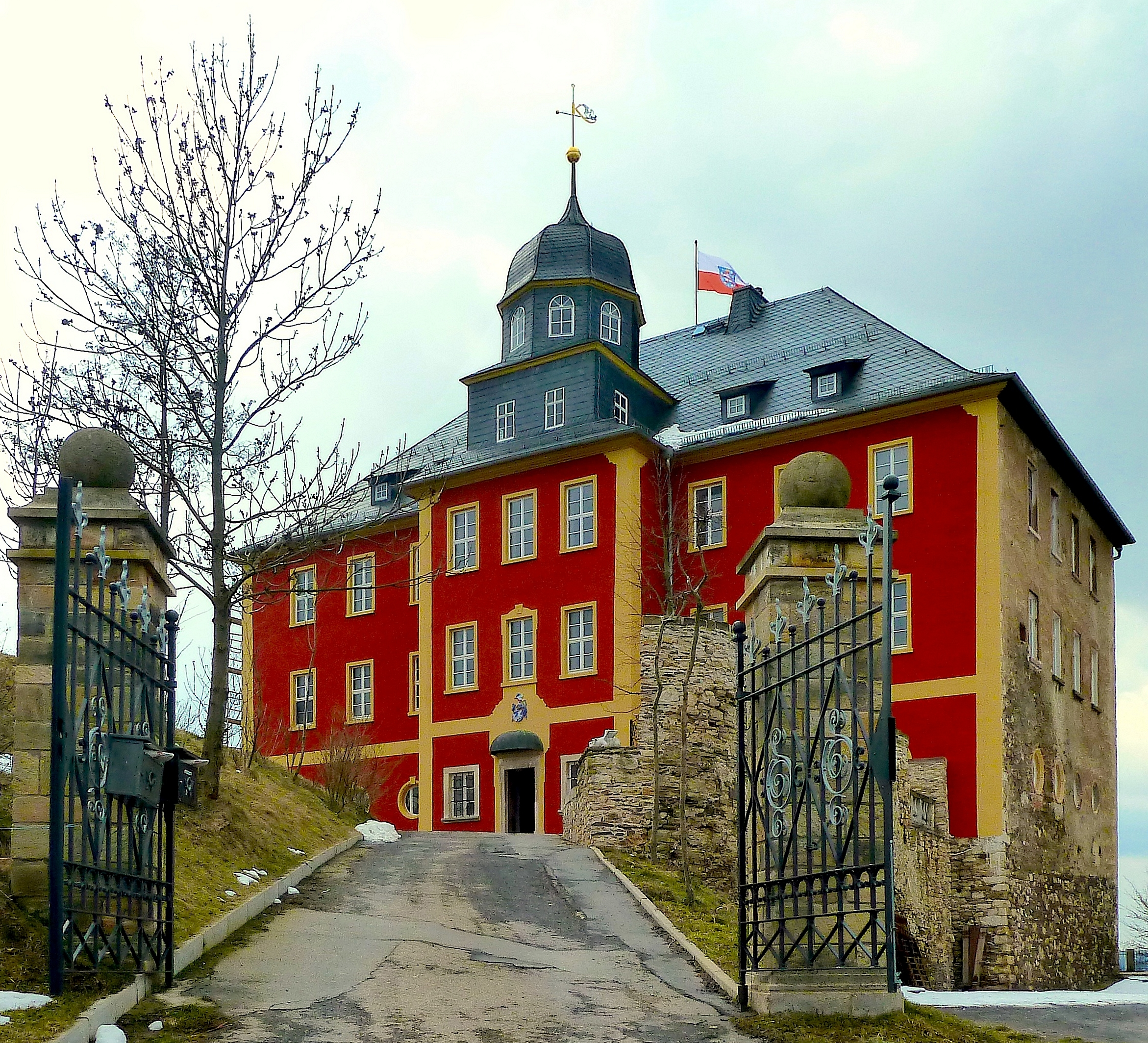
Vue de face du château de Brandenstein

Le château de Brandenstein (Schloss Brandenstein ou Burg Brandenstein) est un château allemand situé en Thuringe à Brandenstein (dépendant de la commune de Ranis), dans l'arrondissement de Saale-Orla. Il se trouve sur une hauteur de pierre mine.

## Histoire
Le château est le berceau des seigneurs de Brandenstein, mentionnés dès 1289. Ils reçoivent en fief en 1351 la terre de Brandenstein de la part de la Maison de Wettin. Ils reçoivent aussi des domaines de la part des seigneurs de Schwarzbourg, d'Orlamünd et de Lobdeburg, mais ils laissent la trace de chevaliers surtout fidèles aux Wettin dont ils sont les défenseurs.

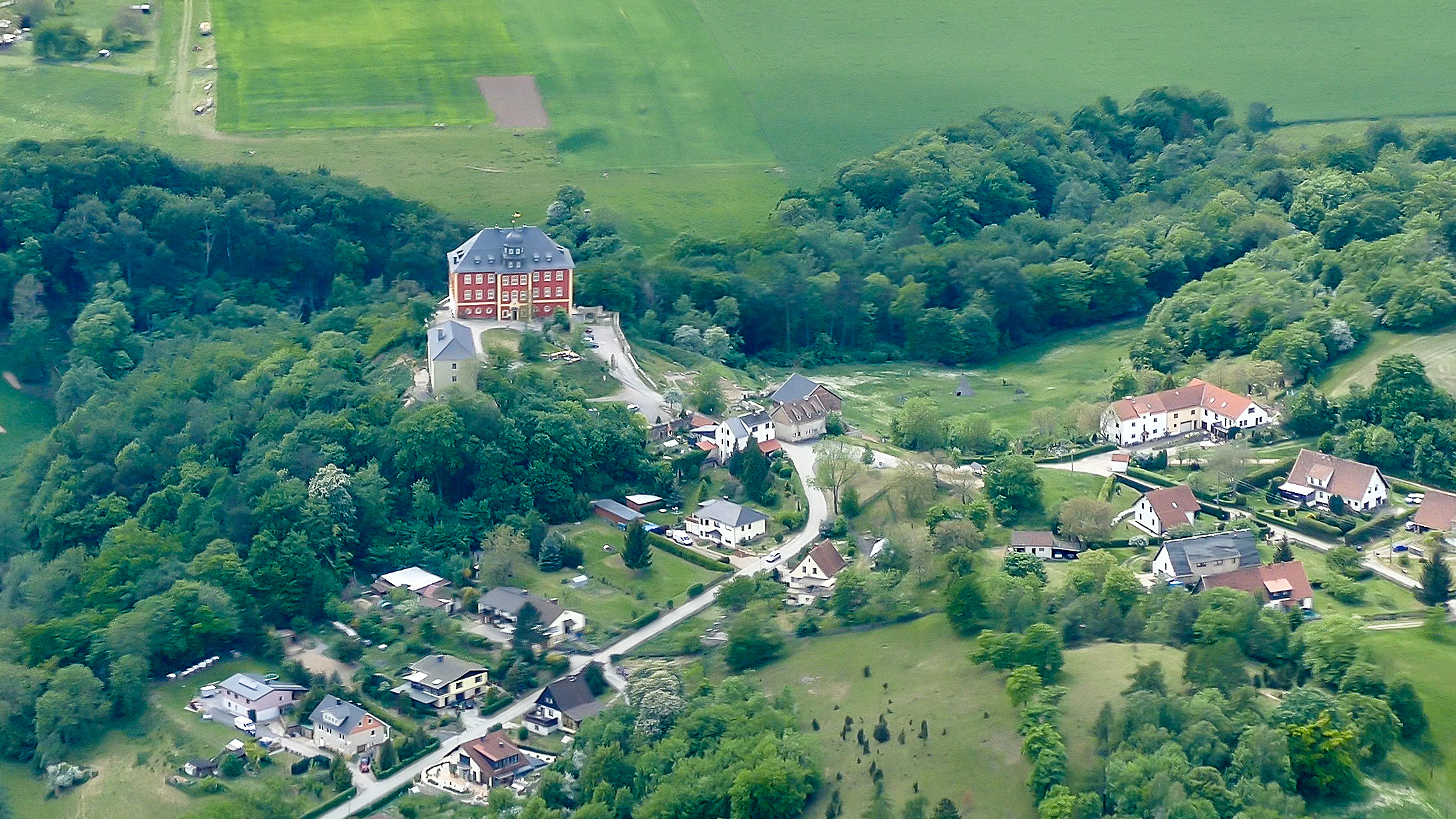
Le château et le village de Brandenstein.

En 1584, le château-fort et ses terres sont vendus pour 16.000 thalers aux seigneurs de Breitenbauch. Pendant la Guerre de Trente Ans (pour la première fois en 1634), le château de Brandenstein est saccagé par les troupes croates et déserté. Il est tellement endommagé qu'il est surnommé pendant cette période « la maison désertée ». Il est donc reconstruit de 1698 à 1705 par Christoph Adam von Breitenbauch en style du haut-baroque. Il fait enlever les restes de l'ancien château-fort et fait bâtir en plus à l'est des communs avec une ferme et à proximité un pavillon de jardin rond qui n'est plus visible, mais dont les fondations existent encore. La basse-cour (Vorburg) est quant à elle construite sur les ruines d'un ancien donjon non loin, le Burg de Stein.

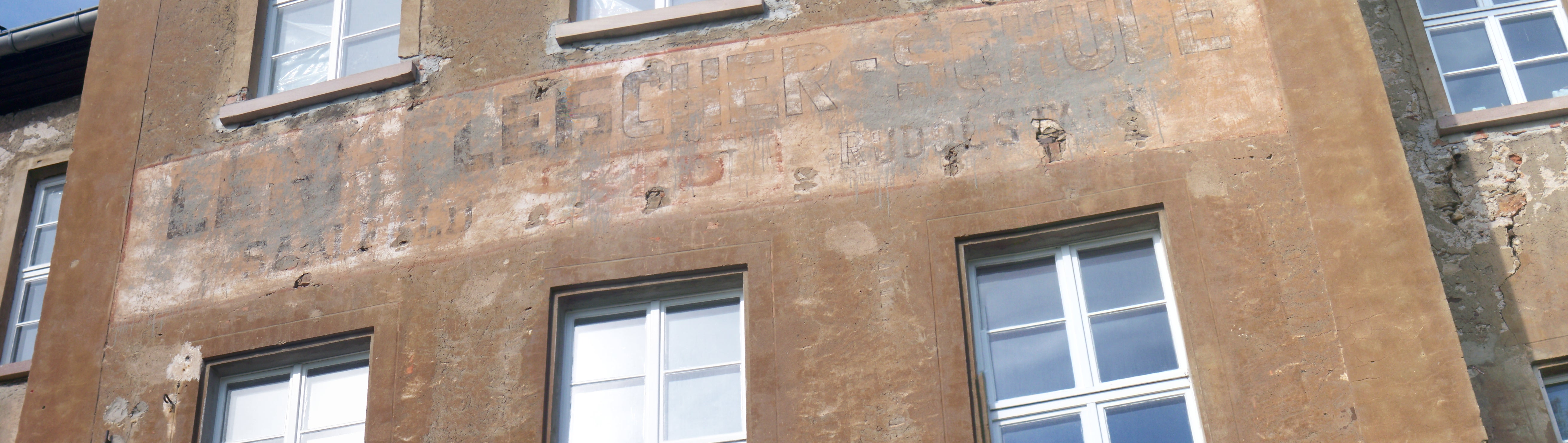
Inscription:École Leni-Fleischer》au-dessus de l'entrée de la propriété.

Le château demeure jusqu'en 1945 au sein de la famille von Breitenbauch (qui se fait appeler Breitenbuch depuis 1906), lorsqu'ils en sont expropriés par les nouvelles lois agraires de la zone soviétique. Jusqu'en 1955, le château abrite des logements d'ouvriers et l'école du parti communiste des ouvriers de l'aciérie Maxhütte et de la faïencerie Hermsdorf (Leni-Fleischer-Schule). De 1955 à 1988, le château est une auberge de jeunesse  (Jugendherberge) d'État, avec environ dix-huit mille nuitées par an. Après 1988, le château tombe à l'abandon, dans un état alarmant.

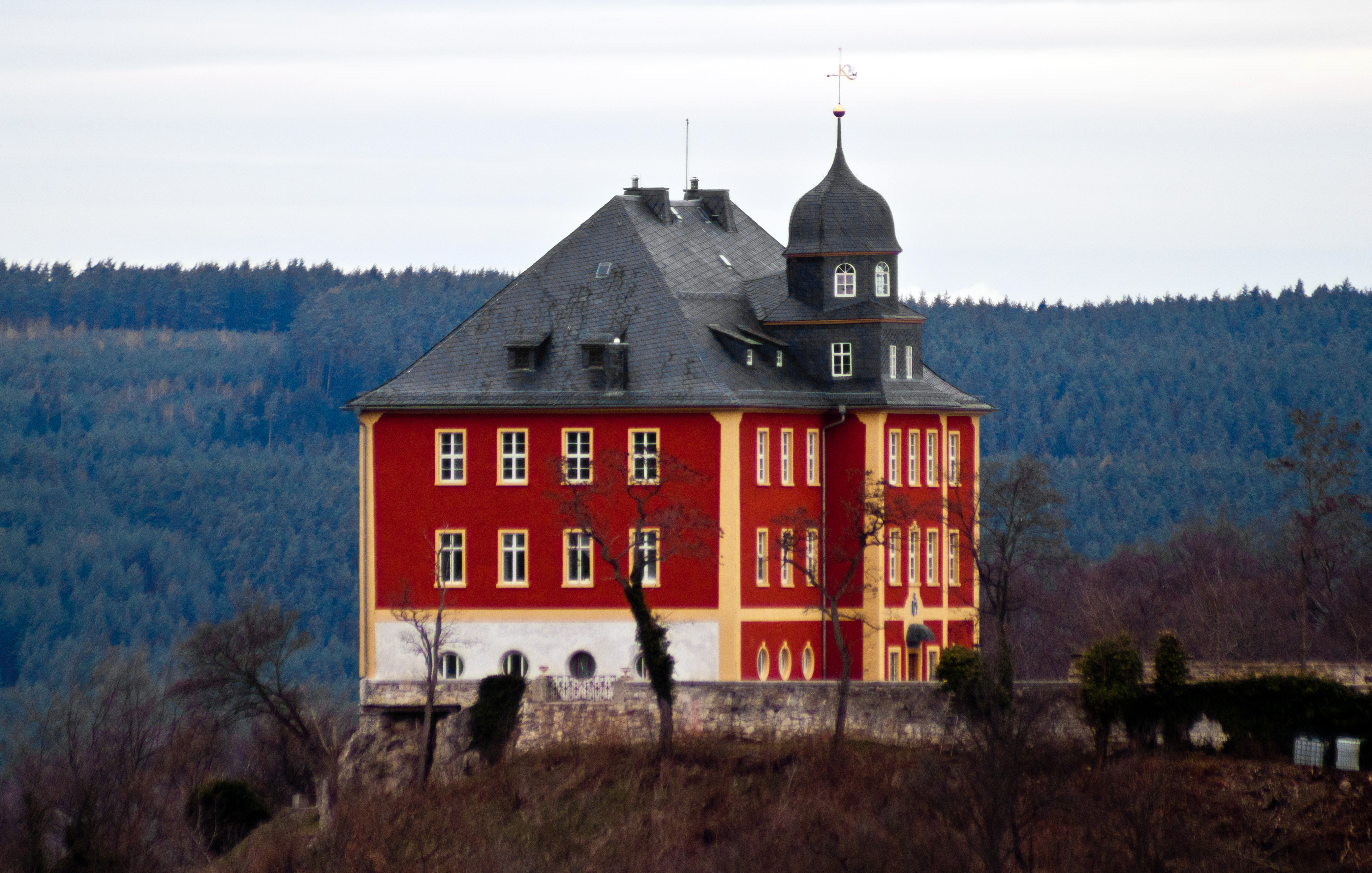
Vue du sud-est du château de Brandenstein.

En l'an 2000, l'édifice est acheté par un Thuringeois, Holger Kahl, (père du marchand d'art  Fabian Kahl, connu depuis l'émission de télévision « Bares für Rares »). La demeure est peu à peu rénovée. La couleur actuelle des façades est délibérément anti-conventionnelle. La famille habite une partie du premier étage. Au deuxième étage se trouve la Sonnensaal (salon du soleil) qui sert à différentes expositions. En 2007, les propriétaires installent dans le sous-sol un petit café-restaurant végétarien baptisé « Burgcafé » avec une terrasse de café dans la cour et côté ouest pour les clients. Une exposition sur l'histoire du château se tient aussi.